# اینچ مکعب

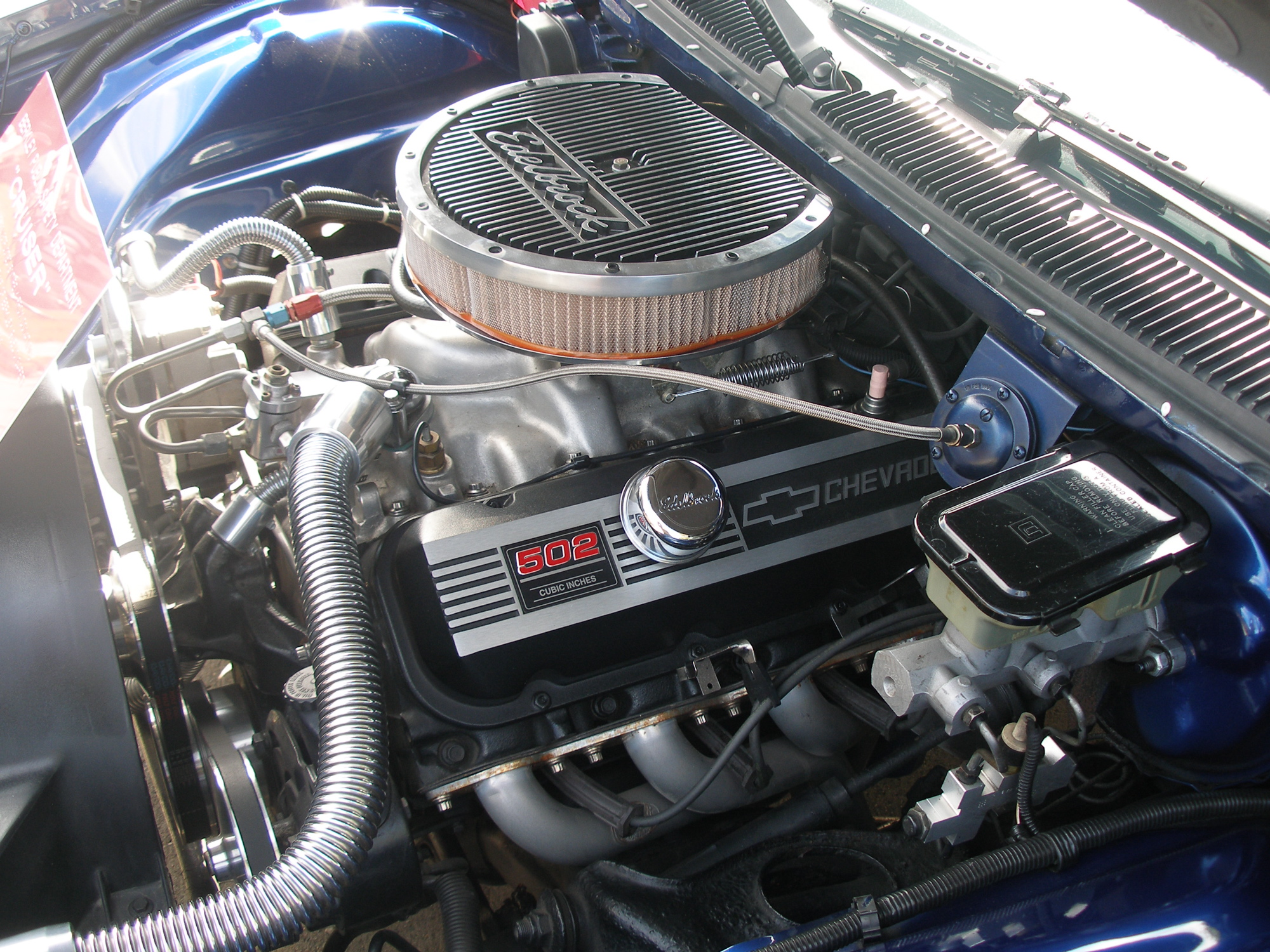
موتور اتومبیلی که حجم آن با ۵۰۲ اینچ مکعب مشخص شده است

اینچ مکعب یکی از یکاهای اندازه‌گیری غیر متریک حجم است. این یکا بنا بر تعریف برابر با مکعبی است که هر یک از وجه‌های آن یک اینچ است.

## برابرها
هر یک اینچ مکعب برابر است با :
- ۱۶۳۸۷۰۶۴ میلی‌متر مکعب
- ۱۶٬۳۸۷۰۶۴ سانتی‌متر مکعب
- ۰٬۰۰۰۰۱۶۳۸۷۰۶۴ متر مکعب
- ۱٬۶۳۸۷۰۶۴ × ۱۰-۱۴ کیلومتر مکعب
- ۱۶٬۳۸۷۰۶۴ میلی‌لیتر
- ۰٬۰۱۶۳۸۷۰۶۴ لیتر
- ۱٬۶۳۸۷۰۶۴ × ۱۰-۸ کیلولیتر
- ۰٬۰۰۰۵۷۸۷۰۳۷۰۴ فوت مکعب
- ۲٬۱۴۳۳۴۷۰۵۱ × ۱۰-۵ یارد مکعب
- ۳٬۹۳۱۴۶۵۷۳۶۱۵ × ۱۰-۱۵ مایل مکعب

## نمادها
- in³[۱]
- cu in[۳]